# Toregöl, Blekinge
Toregöl är en sjö i Ronneby kommun i Blekinge och ingår i Nättrabyåns huvudavrinningsområde.